# Philip Lehman
Philip Lehman né le 9 novembre 1861 et décédé le 21 mars 1947 est un banquier d'investissement américain né à New York. Il est le fils d'Emanuel (Mendel) Löw Lehman (1827-1907) et de Pauline Sondheim (1843-1871). Il fut associé au sein de Lehman Brothers.

## Biographie
Philip épouse Carrie Lauer (1865-1937) le 3 janvier 1884. Leur fils Robert Lehman (1891-1969) est né à New York.
Philip devint associé dans l'entreprise Lehman Brothers en 1887, en mains familiales. Il fit partie de la direction de 1901 à 1925.  Il fut le premier président du conseil d'administration de la Lehman Corporation.
Il fut un collectionneur d'art depuis 1911. À sa mort, son fils Robert Lehman en hérite. Ses collections sont aujourd'hui visible dans l'aile Robert Lehman du Metropolitan Museum of Art[réf. nécessaire].